# 만검
만검(滿黔, ? ~ ?)은 전한 말기의 관료로, 자는 자교(子橋)이며 우부풍 무릉현(茂陵縣) 사람이다.

## 행적
홍가 2년(기원전 19년), 사수상에서 좌풍익으로 승진하였으나, 4년 후 한중도위로 좌천되었다.

## 출전
- 반고, 《한서》 권19하 백관공경표 下

| 전임 조증수 | 전한의 좌풍익 기원전 19년 ~ 기원전 15년 | 후임 주박 |